# Errol, Skottland
Errol är en ort i Storbritannien.   Den ligger i kommunen Perth and Kinross och riksdelen Skottland, i den norra delen av landet, 600 km norr om huvudstaden London. Errol ligger 34 meter över havet och antalet invånare är 1 039.
Terrängen runt Errol är kuperad västerut, men österut är den platt. En vik av havet är nära Errol österut. Runt Errol är det ganska glesbefolkat, med 38 invånare per kvadratkilometer. Närmaste större samhälle är Dundee, 16,9 km nordost om Errol. Trakten runt Errol består i huvudsak av gräsmarker.